# Fokker T.V
Фоккер T.V (нидерл. Fokker T.V) — нидерландский средний бомбардировщик смешанной конструкции, двухмоторный моноплан с двухкилевым оперением и убирающимся шасси, периода Второй мировой войны. Разработан под руководством Ф. Хентцена и Иржи Шацки на заводе компании Fokker в Южном Амстердаме. Опытный самолет не строился. Первый полет совершил серийный экземпляр 16 октября 1937 года. Строился на заводе Fokker в Южном Амстердаме, производство прекращено в начале 1939 года. Всего построено 16 экземпляров. Стоял на вооружении только ВВС Нидерландов.

## Применение
Первые 11 T.V, были поставлены в 1938 году, а последние 4 — в 1939 году. Несмотря на хорошую управляемость, у него были проблемы с надежностью двигателей и воздушных винтов, поэтому к лету 1939 года Нидерланды планировали для их замены закупить 24 Dornier Do 215.
10 мая 1940 года Германия вторглась в Нидерланды, Бельгию и Люксембург. T.V впервые участвовал в боевых действиях, когда после взлёта с аэродрома Схипхол 8 T.V вступили в бой с атаковавшими аэродром немецкими бомбардировщиками и сбили 2 из них. В дальнейшем T.V применялись по основному назначению, в частности, бомбили немецких десантников, высадившихся у Гааги и Роттердама. К концу первого дня боёв лишь 2 T.Vs были исправны, 11 мая они атаковали у Роттердама мосты через Маас, при этом один из них был сбит, а последний T.V сбили 13 мая во время бомбардировки мостов через Мурдейк.
У T.V не было самоуплотняющихся топливных баков, поэтому они считались легко воспламеняющимися при обстреле.

## Лётно-технические характеристики (H.P.42E)
Источник данных: Frustrated Fokker 

Технические характеристики
- Экипаж: 5 (2 пилота, бомбардир, стрелок-радист, стрелок)
- Длина: 16 м
- Размах крыла: 21 м
- Высота: 4,2 м
- Площадь крыла: 66,2 м2
- Профиль крыла: NACA 23017; законцовки NACA 23009[7]
- Масса пустого: 4 650 кг
- Нормальная взлётная масса: 7 250
- Максимальная взлётная масса: 7 650 кг
- Силовая установка: 2 × воздушных Bristol Pegasus XXVI
- Мощность двигателей: 2 × 930 л.с. (2 × 690 кВт)
- Воздушный винт: 3-лопастные, изменяемого шага

Лётные характеристики
- Максимальная скорость: 417 км/ч
- Крейсерская скорость: 335 км/ч
- Практическая дальность: 1 550 км
- Практический потолок: 8 550 м
- Скороподъёмность: (5000 м за 13:46 мин)

Вооружение
- Стрелково-пушечное: 1 × 20-мм пушка Vliegtuigmitrailleur M.37 (Solothurn S18-350) в носовой точке[8][9][10]
  - 5 × 7,92-мм пулемётов Mitrailleur M.20 Vliegtuig (пулемёт Льюиса без кожуха) в верхней, нижней и бортовых точках, а также в хвосте[11]
- Бомбы: 1200 кг